# Open Nederlands Kampioenschap schaken
Het Open Nederlands Kampioenschap Schaken is een schaaktoernooi dat vanaf 1955 gespeeld wordt. Het is geëvolueerd uit de bondswedstrijden van de KNSB die vanaf 1873 gespeeld werden. Vanaf 1969 (met uitzondering van de jaren 1993 t/m 1996 toen de titel werd toegekend aan de winnaar van de Open Donner Memorial in Amsterdam) wordt het Open NK eind juli in Dieren gespeeld.
Voor de jaren 2016, 2017 en 2018 had het bedrijf Condigne zich als naamsponsor aan het toernooi verbonden. 
Gedurende die periode heette het toernooi: Condigne Open Nederlands Kampioenschap Schaken.
In 2024 werd eenmalig niet in Dieren gespeeld, vanwege een verbouwing van de sporthal die voor het toernooi gebruikt werd. In dat jaar werd er in Velp gespeeld.

## Lijst van winnaars
* Het betreft hier de winnaars van Dieren

### Meervoudige winnaars
| Overwinningen | Schaker            | Land                 | Jaren              |
| ------------- | ------------------ | -------------------- | ------------------ |
| 3             | Ivan Nemet         | Vlag van Joegoslavië | 1976 + 1977 + 1978 |
| 3             | Erwin l'Ami        | Vlag van Nederland   | 2009 + 2013 + 2018 |
| 2             | Chr. P. van Weezel | Vlag van Nederland   | 1958 + 1959        |
| 2             | Pank Hoogendoorn   | Vlag van Nederland   | 1961 + 1963        |
| 2             | Semen Dvoirys      | Vlag van Rusland     | 2001 + 2002        |
| 2             | Friso Nijboer      | Vlag van Nederland   | 2003 + 2006        |
| 2             | Erik van den Doel  | Vlag van Nederland   | 1998 + 2007        |
| 2             | Maxim Turov        | Vlag van Rusland     | 2005 + 2011        |
| 2             | Chanda Sandipan    | Vlag van India       | 2016 + 2017        |

### Overwinningen per land
| Overwinningen | Land |
| ------------- | --- |
| 43            | Nederland |
| 5             | Joegoslavië, Rusland |
| 3             | India |
| 1             | Polen, Tsjecho-Slowakije, Duitsland, Brazilië, Verenigd Koninkrijk, Bulgarije, België, Oostenrijk, Estland, Oekraïne, Oezbekistan, Frankrijk |